# Otrębusy (gromada 1962–1972)
Otrębusy (do 30 XII 1962 Nowa Wieś) – dawna gromada, czyli najmniejsza jednostka podziału terytorialnego Polskiej Rzeczypospolitej Ludowej w latach 1954–1972.
Gromady, z gromadzkimi radami narodowymi (GRN) jako organami władzy najniższego stopnia na wsi, funkcjonowały od reformy reorganizującej administrację wiejską przeprowadzonej jesienią 1954 do momentu ich zniesienia z dniem 1 stycznia 1973, tym samym wypierając organizację gminną w latach 1954–1972.
Gromadę Otrębusy z siedzibą GRN w Otrębusach utworzono 31 grudnia 1962 w powiecie pruszkowskim w woj. warszawskim w związku z przeniesieniem siedziby GRN gromady Nowa Wieś z Nowej Wsi do Otrębusów i zmianą nazwy jednostki na gromada Otrębusy.
1 stycznia 1969 do gromady Otrębusy obszar zniesionej gromady Żółwin w tymże powiecie.
Gromada przetrwała do końca 1972 roku, czyli do kolejnej reformy gminnej.
Uwaga: Gromada Otrębusy (o innym składzie) istniała w powiecie pruszkowskim także w latach 1954–61.